# ۴۳ (عدد)
۴۳ (عدد)
۴۳(چهل و سه) یک عدد طبیعی است که بعد از ۴۲ و قبل از ۴۴ قرار دارد.